# Han Shundi
Kaiser Shun von Han (chinesisch 漢順帝 / 漢顺帝, Pinyin hàn shùn dì, W.-G. Han Shun-ti), Geburtsname Liu Bao (* 115; † 144) war der siebte Kaiser der Östlichen Han-Dynastie. Er herrschte von 125 bis 144.
Liu Bao war der einzige Sohn von Kaiser An, und nach seinem Tod im Jahre 125 war Kaiserinmutter Yan Ji fest entschlossen, die Macht zu behalten. Sie zwang Prinz Bao, den Thron Liu Yi zu überlassen, dem Marquis von Beixiang. Liu Yi starb nach einer weniger als sieben Monate dauernden Regierung, und die treuen Eunuchen stürzten unter der Führung von Sun Cheng die Kaiserinmutter und setzten Prinz Bao als Kaiser ein.
Das Volk hatte große Erwartungen in Kaiser Shun gesetzt, denn sein Vater hatte ungeschickt und gewalttätig regiert. Zwar war Kaiser Shun milde, aber allgemein ebenso unfähig wie sein Vater. Unter den Beamten und Eunuchen grassierte die Korruption. Er vertraute die Regierungsgewalt auch zu sehr seinem Schwiegervater Liang Shang an, der ihm von Wesen und Fertigkeiten her ähnelte. Später setzte er auf Liang Shangs Sohn Liang Ji, einen korrupten und herrschsüchtigen Menschen. Kaiser Shuns Herrschaft stellte eine Verbesserung gegenüber der seines Vaters dar, aber der Verfall der Dynastie war nicht aufzuhalten.
Kaiser Shun starb nach 19 Regierungsjahren im Alter von 29 Jahren. Sein Sohn Liu Bing wurde Kaiser (Kaiser Chong).

## Familiärer Hintergrund
Der damalige Prinz Liu Bao wurde 115 als Sohn des Kaisers An und seiner Konkubine Li geboren, kurz nachdem der Kaiser seine Gemahlin Yan Ji zur Kaiserin erhoben hatte. Die Kaiserin selbst hatte keinen Sohn geboren und vergiftete die Konkubine aus Eifersucht. Obwohl ihre Untat ungesühnt blieb, hegte sie auch noch Groll gegen den jungen Prinz Bao.
Kaiser An machte Liu Bao im Jahre 120 zum Kronprinzen, weil er sein einziger Sohn geblieben war.

## Absetzung als Kronprinz und Krönung
Im Jahr 124 brach eine Krise am Hof aus. Die Eunuchen Jiang Jing (江京) und Fan Feng (樊豐) sowie die Amme Wang Sheng (王聖), allesamt kaiserliche Vertraute, verleumdeten Liu Baos Amme Wang Nan (王男) und seinen Koch Bing Ji (邴吉). Kaiser An ließ die beiden hinrichten und verbannte ihre Familien. Der neunjährige Kronprinz war sehr betrübt, und die Eunuchen fürchteten seine Rache. Deshalb verschworen sie sich mit der Kaiserin gegen ihn und verleumdeten ihn ebenfalls. Der Kaiser glaubte ihnen und degradierte Liu Bao zum Prinzen von Jiyin.
125 starb Kaiser An überraschend auf einer Reise nach Wancheng (im heutigen Nanyang, Henan). Obwohl Liu Bao als einziger Sohn der rechtmäßige Erbe war, entschied sich Kaiserin Yan Ji, einen jüngeren Kaiser einzusetzen, den sie leichter kontrollieren könnte. Deshalb wählte sie Liu Yi (劉懿), den Marquis von Beixiang, zum Nachfolger. Prinz Bao wurde von der Thronfolge ausgeschlossen und durfte auch nicht am Trauerzug seines Vaters teilnehmen. Von nun an bestimmten die Kaiserinmutter und ihre Brüder die politische Szene.
Aber noch im selben Jahr erkrankte der junge Kaiser. Der treue Eunuch Sun Cheng erkannte die Gelegenheit und verschwor sich mit Prinz Baos Verwalter Changxiang Qu (長興渠) sowie anderen Eunuchen, um Prinz Bao an die Macht zu bringen. Sie stürmten den Palast, töteten Jiang Jing und zwangen seinen Kollegen Li Run (李閏), sich ihnen anzuschließen. Dann bestellten sie Prinz Bao in den Palast und riefen ihn zum Kaiser aus. Einige Tage lang mussten sich die Eunuchen und die Palastwache noch mit den Truppen der Kaiserinmutter Yan Ji herumschlagen, aber schließlich besiegten sie sie und ihre Brüder. Die Yan-Sippe wurde ausgelöscht, und die Kaiserinmutter wurde bis zu ihrem Tod im Jahre 126 in ihrem Palast unter Hausarrest gestellt.

## Herrschaft

### Frühe Regierung
Zu Beginn seiner Regierung hoffte das Volk, dass Kaiser Shun gegen die korrupten Verhältnisse Reformen in Angriff nehmen würde. Der Kaiser zeigte sich als gutmütig, aber schwächlich, weshalb er nicht nur verlässlichen Beamten vertraute, sondern auch vielen korrupten Eunuchen, die bald die Macht ergriffen. Sun Cheng versuchte zwar 126, den Kaiser zu grundlegenden Reformen zu bewegen, aber er wurde für seine Kühnheit aus der Hauptstadt verbannt. Auch nach seiner Rückkehr im Jahre 128 konnte er den Kaiser nicht entsprechend beeinflussen. Des Weiteren hatte die Amme Song E (宋娥) Einfluss auf den Kaiser, doch auch sie konnte nichts gegen den Verfall tun.
Kurz nach Kaiser Shuns Thronbesteigung gelang es auch Ban Yong, dem Sohn von Ban Chao, die Xiyu-Stämme (im heutigen Xinjiang und Zentralasien) zu unterwerfen. Er wurde jedoch 127 verleumdet und seines Postens enthoben. Die Macht des Kaiserhofes in Xiyu begann ab da, sich zu zersetzen.
Von diesen Begebenheiten abgesehen ruhten die politischen Konflikte des Han-Reiches unter Kaiser Shuns Regierung. Obwohl er nicht in der Lage war, der Korruption Herr zu werden, lebte das Volk unter seiner Herrschaft in Frieden.
Als Kaiser Shun sich 131 entschied, eine Kaiserin zu erheben, wollte er keine Konkubine begünstigen und beschloss darum, Lose zu verteilen. Nachdem ihm die Beamten davon abgeraten hatten, erhob er 132 schließlich seine Konkubine Liang Na zur Kaiserin, weil er sie für die Begabteste und Verständigste hielt. Kaiser und Kaiserin waren damals 19 und 16 Jahre alt. Liang Shang (梁商), der Vater der Kaiserin, wurde kontinuierlich zu immer höheren Beamtenposten befördert.

### Späte Regierung
Im Jahre 135 traten zwei größere politische Veränderungen ein: Die Marquise unter den Eunuchen durften Titel und Land an ihre (Adoptiv-)Söhne vererben, und Liang Shang wurde Oberbefehlshaber der Armee; damit war er der mächtigste Mann in der kaiserlichen Regierung. Obwohl keines dieser Ereignisse zu jener Zeit für bedeutsam gehalten wurde, sollten sie die folgenden Jahrzehnte prägen: Die Eunuchen konnten ihre Macht nun systematisch ausbauen, und die Liang-Familie konnte die Regierung des Reiches bestimmen.
Liang Shang war – ähnlich wie sein Schwiegersohn, der Kaiser – ein freundlicher, aber politisch unzulänglicher Mann, auch wenn er verlässlich und rein war. So bat er beispielsweise um Vergebung für eine Bande von Eunuchen, die sich 138 gegen den Kaiser verschworen hatten und aufgeflogen waren. Als fatal erwies sich später das Vertrauen, das Liang Shangs korruptem und brutalem Sohn Liang Ji von allen Seiten zuflog.
Im südlichen China ereigneten sich zwischen 136 und 138 Aufstände verschiedener Volksstämme. Sie richteten sich gegen die (meist korrupten) kaiserlichen Beamten, die Kaiser Shun größtenteils ersetzte und die Unruhen bald erstickte. Der Süden des Reiches sollte sich jedoch in den folgenden Jahrzehnten zu einem großen militärischen Problem entwickeln. So erhoben sich schon 139 die Qiang erneut und konnten vom Kaiser bis zum Ende seines Lebens nicht unterdrückt werden. Sie vernichteten 141 sogar eine Armee unter dem General Ma Xian (馬賢) und brannten die Grabmäler vieler Westlicher Han-Kaiser in der Gegend von Chang’an nieder. Begleitet wurde der Aufstand der Qiang von Bauernaufständen in den Provinzen Jing (im heutigen Hunan, Hubei und südlichen Henan) und Yang (heutiges Jiangxi, Zhejiang sowie im mittleren und südlichen Jiangsu, Anhui).
Liang Shang starb 141. Aus unerfindlichen Gründen übergab der Kaiser den Oberbefehl über die Streitkräfte an seinen Sohn Liang Ji, dessen Posten an seinen jüngeren Bruder Liang Buyi (梁不疑) überging. Liang Ji versuchte jederzeit, mehr Macht zu gewinnen, und seines Bruders Bitten um Mäßigung stießen auf taube Ohren.
Als der Kaiser 144 erkrankte, ernannte er seinen wenige Monate alten Sohn Liu Bing (劉炳) zum Kronprinzen. Er starb noch im selben Jahr, und der Kronprinz folgte ihm als Kaiser Chong nach. Kaiserinmutter Liang diente als Regentin, aber trotz ihrer persönlichen Fähigkeiten verursachte ihr blindes Vertrauen in ihren Bruder Liang Ji den endgültigen Niedergang der Han-Dynastie.

### Äranamen
- Yongjian (永建, yong jìan) 126–132
- Yangjia (-嘉, yáng jīa) 132–135
- Yonghe (永和, yong hé) 136–141
- Hanan (漢安, hàn ān) 142–144
- Jiankang (建康, jìan kāng) 144

## Nachkommen
- von seiner Gemahlin, Kaiserin Liang Na:
  - keine
- von seiner Konkubine Yu:
  - Liu Sheng (劉生), 138 Prinzessin Wuyang
  - Liu Bing (劉炳), * 143, 144 Kronprinz, später Kaiser Chong
- von anderen Konkubinen:
  - Liu Chengnan (劉成男), 138 Prinzessin Guanjun
  - Liu Guang (劉廣), 141 Prinzessin Ruyang

| Vorgänger | Amt                      | Nachfolger |
| --------- | ------------------------ | ---------- |
| Shao      | Kaiser von China 125–144 | Chong      |

| Personendaten    | Personendaten |
| ---------------- | --- |
| NAME             | Han Shundi |
| ALTERNATIVNAMEN  | Shundi; Shun von Han; 漢順帝 (traditionell); 漢顺帝 (vereinfacht); hàn shùn dì (Pinyin); Han Shun-ti (Wade-Giles); Liu Bao (Geburtsname) |
| KURZBESCHREIBUNG | chinesischer Kaiser der Han-Dynastie |
| GEBURTSDATUM     | 115 |
| STERBEDATUM      | 144 |